# Anacanthobatis marmoratus
Anacanthobatis marmoratus is een vissoort uit de familie van de pootroggen (Anacanthobatidae). De wetenschappelijke naam van de soort is voor het eerst geldig gepubliceerd in 1923 door von Bonde & Swart.